# バトン (JIGGER'S SONの曲)
「バトン」は、JIGGER'S SONのシングル。

## 概要
- 再結成したJIGGE'S SONの12年振りのシングル。
- 2か月前の9月21日の再結成ライブに先行発売された。
- 通常盤はDVD付き。

## 収録曲

### CD
1. バトン
2. 大丈夫（2012 version）
3. マスター YAMASHITA
4. わたなべのうた
ライブ会場盤のみ収録。

### DVD
「JIGGER'S SON Documentary Movie 2012.09.21『再会20』僕らはみんな生きている」
1. Documentary#1 "Rehearsal"
2. Documentary#2 "Live"
3. 流れ星が見える丘（Live）
4. バランス（Live）
5. 缶ビール（Live）
6. Documentary#3 "After Live"
7. Documentary#4 "Epilogue"